# MasterChef Hrvatska (3. sezona)
MasterChef 3 je treća sezona kulinarskog reality showa MasterChef Hrvatska. Započela je s emitiranjem 22. ožujka 2015. i na programu Nove TV. Sezonu je vodio hrvatski glumac i televizijski voditelj Igor Mešin. Pobjednica showa je Iva Pehar.

## Koncept treće sezone
Opis sa web stranice MasterChef Hrvatska
Produkcijski i kreativni tim showa najavljuje provjerenu kvalitetu formata, ali i u novosti u sadržaju i brojna iznenađenja. U MasterChef 3 ući će TOP 50 natjecatelja, a tko će sve dobiti privilegiju ući i u popularnu i nadasve primamljivu MasterChef kuhinju, vidjet ćemo tek nakon prvih izazova pred kojima će se naći samo odabrani kuhari amateri.
Talent, entuzijazam, motiviranost, ljubav prema hrani i pripremanju različitih jela, samo su neke od karakteristika koje je produkcija uzela u razmatranje pri odabiru natjecatelja nove sezone najkreativnijeg reality showa. No, samo najbolji dobit će priliku ući i u MasterChef kuhinju i dobiti priliku natjecati se u jedinstvenom tv showu. Brojni izazovi naći će se ubrzo ispred TOP 16 natjecatelja koji će u MasterChef kuhinji morati pokazati i dokazati svoj talent.
Pri tom će naravno imati priliku puno i naučiti, a o tome će se pobrinuti između ostalih i žiri – Marčić, Galvagno i Barbieri.
U prvim emisijama vidjet ćemo koji od pedeset kuhara amatera imaju dovoljno veliki entuzijazam, tko je ekspert s kuhačama i noževima, tko ima volju i želju za kuhanjem više od ičega. Žiri će nakon ukupno sedam izazova otvoreno dati do znanja tko je zaslužio prolazak dalje. Rijetki će pristupiti i posljednjem, eliminacijskom izazovu koji će dati TOP 16 natjecatelja koji će ući u MasterChef kuhinju i boriti se za titulu trećeg hrvatskog MasterChefa i nagradu od 100 000 kuna. Jedan od prvih izazova bit će Test kuharskih vještina, a ubrzo će uslijediti i pravo kuhanje i pripremanje jela koje će žiri kušati. Već u prvim emisijama vidjet ćemo prve gafove, ali i prve uspjehe i talentirane kuhare amatere koje će žiri sa zadovoljstvom pohvaliti i plasirati dalje. Nakon što natjecatelji uđu u MasterChef kuhinju pred njima će se naći, već svima dobro poznati izazovi poput Testa kreativnosti, Kutije iznenađenja, Test osjetila, Gastrodueli i Stres test, ali i Gastroakademija tijekom koje će natjecatelji imati priliku i nešto naučiti kako bi u budućim izazovima bili još bolji.

## Žiri i voditelj
Žiri treće sezone promijenio ove godine zamijenio je samo jednog člana. Umjesto Radovana Marčića, novi član žirija je Andrej Barbieri.
Voditelj programa je i dalje Igor Mešin.

## Natjecatelji 3. sezone[2]
- Iva Pehar (pobjednica)[3]
- Ratko Iveković
- Valerio Baranović
- Robert Budimir Bekan
- Ante Martić
- Josipa Soči
- Zvjezdana Vukić
- Oskar Svržnjak
- Danijel Živković
- Dina Lončar
- Dario Žmikić
- Mišel Matulin
- Ivana Vujina Jović
- Elena Jurić
- Emilija Marinović
- Martina Županić

## Vanjske poveznice
- Službena stranica  Arhivirana inačica izvorne stranice od 10. travnja 2011. (Wayback Machine)